# Psychotria melaneoides
Psychotria melaneoides är en måreväxtart som beskrevs av Herbert Fuller Wernham. Psychotria melaneoides ingår i släktet Psychotria och familjen måreväxter. Inga underarter finns listade i Catalogue of Life.